# 肯納貝克 (北卡羅萊納州)
肯納貝克（英語：Kennebec）是位於美國北卡羅萊納州韋克縣的非建制地區。

## 歷史
肯納貝克的郵局於1915年設立，其後於1919年停運。

## 地理
肯納貝克所處的海拔為高於海平面105米（即344英呎），而該地所採用的時區為UTC-5，即北美东部时区（EST）。同時該地設有夏令時間，為UTC-5調快一小時，即UTC-4（EDT）。